# Flat Rock, Surry County, North Carolina
Flat Rock är en ort i Surry County i delstaten North Carolina, USA.